# Sanusiya

Sanusis baner

Sanusiya är en sufi-orden som bildades i Mekka 1835 av Muhammed ibn’ Ali as-Sanusi.
Då Sanusis försök att vinna araberna för hans reformer slog fel, förlade han sin verksamhet till Cyrenaika och grundade på en bergsplatå 20 kilometer öster om Benghazi sin första zawiya, på en gång kloster, moské, akademi, sjukhus och fästning. Massor av flyktingar och politiskt missnöjda strömmade till från Nordafrikas muslimska stater, det ena klostret uppstod efter det andra, och inom några få år var hela trakten översållad av nybyggnader tillhöriga sanusiya, vilka nu kunde ses som landets egentliga herrar.
För större trygghets skull flyttades högkvarteret 1855 till oasen al-Jaghbub nordväst om Siwa, där Sanusis son Sidi al-Mahdi hade sin huvudstad med kloster, kaserner, arsenaler, magasin och verkstäder, och där han utövade en makt som gjorde sig kännbar från Eufrat och Tigris till Marocko och långt in i Sudan. I synnerhet i Wadai vann sanusiyas läror många anhängare.

## Strider mot européer 1900-1920
Sanusiya var under åren 1900-1920 inbegripna i en rad strider med fransmän, italienare och engelsmän, och orden vann under denna tid ökad anslutning i Egypten och Arabien. Fransmännens erövring av Wadai 1909-1910 tog ifrån orden inflytande i ett vidsträckt område öster om Tchad, och deras främsta stödjepunkt i syd, Aïn Galaka i Borku, togs av fransmännen 1913. Dessa besatte 1914 även Bardaï i Tibesti, och kunde därefter utan större svårighet under första världskriget slå tillbaka sanusiyas ansatser till strövtåg åt sydväst.
I kriget mot Italien i Tripolitanien och Cyrenaika från 1911 deltog sanusiya mycket aktivt. De fortsatte striden även sedan Osmanska riket slutit fred i Ouchy-Lausanne 1912, och drevs så småningom (1912-1914) av italienska trupper från Tripolis "hinterland" och Fezzan. I Cyrenaika inskränkte sig italienarna däremot till försvarsstrider.
Under första världskriget uppgjordes vittomfattande tysk-turkiska planer på metodiska sanusiya-fälttåg mot engelsmännen i Egypten och fransmännen i Nord- och Centralafrika. Ett stort inflytande på ordens dåvarande ledare, Ahmed Sharif es Senussi, utövades av Enver paschas bror Nuri bey och araben Gafar Pascha, vilka från tyskarna anskaffade vapen och ammunition i mängd, och tyska ubåtsbasen anordnades på kusten mellan Solium och Tobruk. Bistånd i kriget utlovades av sultan Ali Dinar av Darfur. Av planerna kom egentligen endast en serie anfall mot Egypten och Sudan att utföras, men då engelsmännen befarade att de kunde ge upphov till allvarliga beduinresningar på egyptiskt område gav de dem nästan större bekymmer än de tysk-turkiska offensivförsöken mot Suezkanalen. De möttes av de engelska generalerna A. Wallace och William Peyton, och efter heta strider mellan november 1915 och mars 1916 återtog britterna Solium, som hade utrymts. Oasen Kharga, som utrymts i februari 1916, besattes åter i april. Sultanen av Darfur blev i grund slagen i maj samma år och stupade under sin flykt västerut i november. Gafar pascha, som lett sanusiyas fälttåg mot nordvästra Egypten, togs till fånga. Då general H. W. Hodgson i februari intagit oasen Siwa, drog sig Ahmed Sharif es Senussi tillbaka till ordens högkvarter i al-Jaghbub och återupptog sedan ej striden.
Sanusiya började nu under ledning av Sidi al-Mahdis son Muhammed Idris söka en vänskaplig uppgörelse med italienarna, och sommaren 1918 befanns Ahmed Sharifs ställning ohållbar: han lämnade Cyrenaika på en tysk ubåt och slog sig ner i Turkiet. Muhammed Idris, som var hans kusin, valdes i januari 1919 till ordens överhuvud, bekräftade i november 1920 sitt tidigare fördrag med italienarna, erkändes av dem som emir och företog en hyllningsresa till Rom. Ordens andliga makt över sina medlemmar berördes inte av dessa uppgörelser.

## Senare historia

Idris kungliga baner

Muhammed Idris blev 1951 kung av det självständiga Libyen som Idris I. Han avsattes i en statskupp 1969 av Muammar al-Gaddafi, som förbjöd sanusiya-orden i Libyen. Utanför landet är det endast ett fåtal grupper som för ordens traditioner vidare.